# Muhammad ibn Abd ar-Rahman Al Sani
Muhammad ibn Abd ar-Rahman Al Sani (ur. 1 listopada 1980 w Dosze) – katarski polityk i ekonomista, premier Kataru od 2023, jednocześnie od 2016 roku minister spraw zagranicznych.
W latach 2017–2023 wicepremier Kataru.

## Życiorys
Uzyskał stopień licencjata w dziedzinie ekonomii i zarządzania w College of Business and Economics na Uniwersytecie w Katarze (2003). 
W latach 2005–2009 był przewodniczącym Rady ds. Gospodarczych. W 2009 został powołany na stanowisko dyrektora Departamentu Partnerstwa Sektora Publicznego i Prywatnego w Ministerstwie Handlu. W 2010 został prezesem zarządu Qatar Mining Company. Od 2013 roku był wiceministrem spraw zagranicznych, trzy lata później został szefem tego resortu.
7 marca 2023 objął funkcję premiera Kataru.

## Odznaczenia
- Medal Departamentu Obrony za Wybitną Służbę Publiczną (Stany Zjednoczone, 2021)[3]
- Order Księcia Jarosława Mądrego II klasy (Ukraina, 2023)[4]
- Krzyż Wielki Orderu Zasługi Rzeczypospolitej Polskiej (Polska, 2024)[5].